# Madagaskarkowate
Madagaskarkowate (Opluridae) – rodzina jaszczurek z infrarzędu Iguania w rzędzie łuskonośnych (Squamata).

## Występowanie i biotop
Zamieszkują suche i kamieniste obszary Madagaskaru i Komorów. W plejstocenie występowały również na Seszelach (atol Aldabra).

## Charakterystyka
Rodzina obejmuje jaszczurki średnich rozmiarów (do 40 cm długości), zwykle z długim ogonem. Prowadzą dzienny tryb życia. Chalarodon prowadzi naziemny tryb życia, a Oplurus spp. żyją wśród skał lub na drzewach. Są to gatunki jajorodne.

## Systematyka
Do rodziny należą następujące rodzaje:
- Chalarodon Peters, 1854
- Oplurus Cuvier, 1829